# 1770
Portal Geschichte | Portal Biografien | Aktuelle Ereignisse | Jahreskalender | Tagesartikel

◄ |
17. Jahrhundert |
18. Jahrhundert
| 19. Jahrhundert | ►

◄ |
1740er |
1750er |
1760er |
1770er
| 1780er | 1790er | 1800er | ►

◄◄ |
◄ |
1766 |
1767 |
1768 |
1769 |
1770
| 1771 | 1772 | 1773 | 1774 | ► | ►►
Staatsoberhäupter  · Nekrolog · Kunstjahr · Literaturjahr · Musikjahr
| Januar | Januar | Januar | Januar | Januar | Januar | Januar | Januar |
| Kw     | Mo     | Di     | Mi     | Do     | Fr     | Sa     | So     |
| 1      | 1      | 2      | 3      | 4      | 5      | 6      | 7      |
| 2      | 8      | 9      | 10     | 11     | 12     | 13     | 14     |
| 3      | 15     | 16     | 17     | 18     | 19     | 20     | 21     |
| 4      | 22     | 23     | 24     | 25     | 26     | 27     | 28     |
| 5      | 29     | 30     | 31     |        |        |        |        |
| ------ | ------ | ------ | ------ | ------ | ------ | ------ | ------ |

| Februar | Februar | Februar | Februar | Februar | Februar | Februar | Februar |
| Kw      | Mo      | Di      | Mi      | Do      | Fr      | Sa      | So      |
| 5       |         |         |         | 1       | 2       | 3       | 4       |
| 6       | 5       | 6       | 7       | 8       | 9       | 10      | 11      |
| 7       | 12      | 13      | 14      | 15      | 16      | 17      | 18      |
| 8       | 19      | 20      | 21      | 22      | 23      | 24      | 25      |
| 9       | 26      | 27      | 28      |         |         |         |         |
| ------- | ------- | ------- | ------- | ------- | ------- | ------- | ------- |

| März | März | März | März | März | März | März | März |
| Kw   | Mo   | Di   | Mi   | Do   | Fr   | Sa   | So   |
| 9    |      |      |      | 1    | 2    | 3    | 4    |
| 10   | 5    | 6    | 7    | 8    | 9    | 10   | 11   |
| 11   | 12   | 13   | 14   | 15   | 16   | 17   | 18   |
| 12   | 19   | 20   | 21   | 22   | 23   | 24   | 25   |
| 13   | 26   | 27   | 28   | 29   | 30   | 31   |      |
| ---- | ---- | ---- | ---- | ---- | ---- | ---- | ---- |

| April | April | April | April | April | April | April | April |
| Kw    | Mo    | Di    | Mi    | Do    | Fr    | Sa    | So    |
| 13    |       |       |       |       |       |       | 1     |
| 14    | 2     | 3     | 4     | 5     | 6     | 7     | 8     |
| 15    | 9     | 10    | 11    | 12    | 13    | 14    | 15    |
| 16    | 16    | 17    | 18    | 19    | 20    | 21    | 22    |
| 17    | 23    | 24    | 25    | 26    | 27    | 28    | 29    |
| 18    | 30    |       |       |       |       |       |       |
| ----- | ----- | ----- | ----- | ----- | ----- | ----- | ----- |

| Mai | Mai | Mai | Mai | Mai | Mai | Mai | Mai |
| Kw  | Mo  | Di  | Mi  | Do  | Fr  | Sa  | So  |
| 18  |     | 1   | 2   | 3   | 4   | 5   | 6   |
| 19  | 7   | 8   | 9   | 10  | 11  | 12  | 13  |
| 20  | 14  | 15  | 16  | 17  | 18  | 19  | 20  |
| 21  | 21  | 22  | 23  | 24  | 25  | 26  | 27  |
| 22  | 28  | 29  | 30  | 31  |     |     |     |
| --- | --- | --- | --- | --- | --- | --- | --- |

| Juni | Juni | Juni | Juni | Juni | Juni | Juni | Juni |
| Kw   | Mo   | Di   | Mi   | Do   | Fr   | Sa   | So   |
| 22   |      |      |      |      | 1    | 2    | 3    |
| 23   | 4    | 5    | 6    | 7    | 8    | 9    | 10   |
| 24   | 11   | 12   | 13   | 14   | 15   | 16   | 17   |
| 25   | 18   | 19   | 20   | 21   | 22   | 23   | 24   |
| 26   | 25   | 26   | 27   | 28   | 29   | 30   |      |
| ---- | ---- | ---- | ---- | ---- | ---- | ---- | ---- |

| Juli | Juli | Juli | Juli | Juli | Juli | Juli | Juli |
| Kw   | Mo   | Di   | Mi   | Do   | Fr   | Sa   | So   |
| 26   |      |      |      |      |      |      | 1    |
| 27   | 2    | 3    | 4    | 5    | 6    | 7    | 8    |
| 28   | 9    | 10   | 11   | 12   | 13   | 14   | 15   |
| 29   | 16   | 17   | 18   | 19   | 20   | 21   | 22   |
| 30   | 23   | 24   | 25   | 26   | 27   | 28   | 29   |
| 31   | 30   | 31   |      |      |      |      |      |
| ---- | ---- | ---- | ---- | ---- | ---- | ---- | ---- |

| August | August | August | August | August | August | August | August |
| Kw     | Mo     | Di     | Mi     | Do     | Fr     | Sa     | So     |
| 31     |        |        | 1      | 2      | 3      | 4      | 5      |
| 32     | 6      | 7      | 8      | 9      | 10     | 11     | 12     |
| 33     | 13     | 14     | 15     | 16     | 17     | 18     | 19     |
| 34     | 20     | 21     | 22     | 23     | 24     | 25     | 26     |
| 35     | 27     | 28     | 29     | 30     | 31     |        |        |
| ------ | ------ | ------ | ------ | ------ | ------ | ------ | ------ |

| September | September | September | September | September | September | September | September |
| Kw        | Mo        | Di        | Mi        | Do        | Fr        | Sa        | So        |
| 35        |           |           |           |           |           | 1         | 2         |
| 36        | 3         | 4         | 5         | 6         | 7         | 8         | 9         |
| 37        | 10        | 11        | 12        | 13        | 14        | 15        | 16        |
| 38        | 17        | 18        | 19        | 20        | 21        | 22        | 23        |
| 39        | 24        | 25        | 26        | 27        | 28        | 29        | 30        |
| --------- | --------- | --------- | --------- | --------- | --------- | --------- | --------- |

| Oktober | Oktober | Oktober | Oktober | Oktober | Oktober | Oktober | Oktober |
| Kw      | Mo      | Di      | Mi      | Do      | Fr      | Sa      | So      |
| 40      | 1       | 2       | 3       | 4       | 5       | 6       | 7       |
| 41      | 8       | 9       | 10      | 11      | 12      | 13      | 14      |
| 42      | 15      | 16      | 17      | 18      | 19      | 20      | 21      |
| 43      | 22      | 23      | 24      | 25      | 26      | 27      | 28      |
| 44      | 29      | 30      | 31      |         |         |         |         |
| ------- | ------- | ------- | ------- | ------- | ------- | ------- | ------- |

| November | November | November | November | November | November | November | November |
| Kw       | Mo       | Di       | Mi       | Do       | Fr       | Sa       | So       |
| 44       |          |          |          | 1        | 2        | 3        | 4        |
| 45       | 5        | 6        | 7        | 8        | 9        | 10       | 11       |
| 46       | 12       | 13       | 14       | 15       | 16       | 17       | 18       |
| 47       | 19       | 20       | 21       | 22       | 23       | 24       | 25       |
| 48       | 26       | 27       | 28       | 29       | 30       |          |          |
| -------- | -------- | -------- | -------- | -------- | -------- | -------- | -------- |

| Dezember | Dezember | Dezember | Dezember | Dezember | Dezember | Dezember | Dezember |
| Kw       | Mo       | Di       | Mi       | Do       | Fr       | Sa       | So       |
| 48       |          |          |          |          |          | 1        | 2        |
| 49       | 3        | 4        | 5        | 6        | 7        | 8        | 9        |
| 50       | 10       | 11       | 12       | 13       | 14       | 15       | 16       |
| 51       | 17       | 18       | 19       | 20       | 21       | 22       | 23       |
| 52       | 24       | 25       | 26       | 27       | 28       | 29       | 30       |
| 1        | 31       |          |          |          |          |          |          |
| -------- | -------- | -------- | -------- | -------- | -------- | -------- | -------- |

| Januar | Januar | Januar | Januar | Januar | Januar | Januar | Januar |
| Kw     | Mo     | Di     | Mi     | Do     | Fr     | Sa     | So     |
| 1      | 1      | 2      | 3      | 4      | 5      | 6      | 7      |
| 2      | 8      | 9      | 10     | 11     | 12     | 13     | 14     |
| 3      | 15     | 16     | 17     | 18     | 19     | 20     | 21     |
| 4      | 22     | 23     | 24     | 25     | 26     | 27     | 28     |
| 5      | 29     | 30     | 31     |        |        |        |        |
| ------ | ------ | ------ | ------ | ------ | ------ | ------ | ------ |

| Februar | Februar | Februar | Februar | Februar | Februar | Februar | Februar |
| Kw      | Mo      | Di      | Mi      | Do      | Fr      | Sa      | So      |
| 5       |         |         |         | 1       | 2       | 3       | 4       |
| 6       | 5       | 6       | 7       | 8       | 9       | 10      | 11      |
| 7       | 12      | 13      | 14      | 15      | 16      | 17      | 18      |
| 8       | 19      | 20      | 21      | 22      | 23      | 24      | 25      |
| 9       | 26      | 27      | 28      |         |         |         |         |
| ------- | ------- | ------- | ------- | ------- | ------- | ------- | ------- |

| März | März | März | März | März | März | März | März |
| Kw   | Mo   | Di   | Mi   | Do   | Fr   | Sa   | So   |
| 9    |      |      |      | 1    | 2    | 3    | 4    |
| 10   | 5    | 6    | 7    | 8    | 9    | 10   | 11   |
| 11   | 12   | 13   | 14   | 15   | 16   | 17   | 18   |
| 12   | 19   | 20   | 21   | 22   | 23   | 24   | 25   |
| 13   | 26   | 27   | 28   | 29   | 30   | 31   |      |
| ---- | ---- | ---- | ---- | ---- | ---- | ---- | ---- |

| April | April | April | April | April | April | April | April |
| Kw    | Mo    | Di    | Mi    | Do    | Fr    | Sa    | So    |
| 13    |       |       |       |       |       |       | 1     |
| 14    | 2     | 3     | 4     | 5     | 6     | 7     | 8     |
| 15    | 9     | 10    | 11    | 12    | 13    | 14    | 15    |
| 16    | 16    | 17    | 18    | 19    | 20    | 21    | 22    |
| 17    | 23    | 24    | 25    | 26    | 27    | 28    | 29    |
| 18    | 30    |       |       |       |       |       |       |
| ----- | ----- | ----- | ----- | ----- | ----- | ----- | ----- |

| Mai | Mai | Mai | Mai | Mai | Mai | Mai | Mai |
| Kw  | Mo  | Di  | Mi  | Do  | Fr  | Sa  | So  |
| 18  |     | 1   | 2   | 3   | 4   | 5   | 6   |
| 19  | 7   | 8   | 9   | 10  | 11  | 12  | 13  |
| 20  | 14  | 15  | 16  | 17  | 18  | 19  | 20  |
| 21  | 21  | 22  | 23  | 24  | 25  | 26  | 27  |
| 22  | 28  | 29  | 30  | 31  |     |     |     |
| --- | --- | --- | --- | --- | --- | --- | --- |

| Juni | Juni | Juni | Juni | Juni | Juni | Juni | Juni |
| Kw   | Mo   | Di   | Mi   | Do   | Fr   | Sa   | So   |
| 22   |      |      |      |      | 1    | 2    | 3    |
| 23   | 4    | 5    | 6    | 7    | 8    | 9    | 10   |
| 24   | 11   | 12   | 13   | 14   | 15   | 16   | 17   |
| 25   | 18   | 19   | 20   | 21   | 22   | 23   | 24   |
| 26   | 25   | 26   | 27   | 28   | 29   | 30   |      |
| ---- | ---- | ---- | ---- | ---- | ---- | ---- | ---- |

| Juli | Juli | Juli | Juli | Juli | Juli | Juli | Juli |
| Kw   | Mo   | Di   | Mi   | Do   | Fr   | Sa   | So   |
| 26   |      |      |      |      |      |      | 1    |
| 27   | 2    | 3    | 4    | 5    | 6    | 7    | 8    |
| 28   | 9    | 10   | 11   | 12   | 13   | 14   | 15   |
| 29   | 16   | 17   | 18   | 19   | 20   | 21   | 22   |
| 30   | 23   | 24   | 25   | 26   | 27   | 28   | 29   |
| 31   | 30   | 31   |      |      |      |      |      |
| ---- | ---- | ---- | ---- | ---- | ---- | ---- | ---- |

| August | August | August | August | August | August | August | August |
| Kw     | Mo     | Di     | Mi     | Do     | Fr     | Sa     | So     |
| 31     |        |        | 1      | 2      | 3      | 4      | 5      |
| 32     | 6      | 7      | 8      | 9      | 10     | 11     | 12     |
| 33     | 13     | 14     | 15     | 16     | 17     | 18     | 19     |
| 34     | 20     | 21     | 22     | 23     | 24     | 25     | 26     |
| 35     | 27     | 28     | 29     | 30     | 31     |        |        |
| ------ | ------ | ------ | ------ | ------ | ------ | ------ | ------ |

| September | September | September | September | September | September | September | September |
| Kw        | Mo        | Di        | Mi        | Do        | Fr        | Sa        | So        |
| 35        |           |           |           |           |           | 1         | 2         |
| 36        | 3         | 4         | 5         | 6         | 7         | 8         | 9         |
| 37        | 10        | 11        | 12        | 13        | 14        | 15        | 16        |
| 38        | 17        | 18        | 19        | 20        | 21        | 22        | 23        |
| 39        | 24        | 25        | 26        | 27        | 28        | 29        | 30        |
| --------- | --------- | --------- | --------- | --------- | --------- | --------- | --------- |

| Oktober | Oktober | Oktober | Oktober | Oktober | Oktober | Oktober | Oktober |
| Kw      | Mo      | Di      | Mi      | Do      | Fr      | Sa      | So      |
| 40      | 1       | 2       | 3       | 4       | 5       | 6       | 7       |
| 41      | 8       | 9       | 10      | 11      | 12      | 13      | 14      |
| 42      | 15      | 16      | 17      | 18      | 19      | 20      | 21      |
| 43      | 22      | 23      | 24      | 25      | 26      | 27      | 28      |
| 44      | 29      | 30      | 31      |         |         |         |         |
| ------- | ------- | ------- | ------- | ------- | ------- | ------- | ------- |

| November | November | November | November | November | November | November | November |
| Kw       | Mo       | Di       | Mi       | Do       | Fr       | Sa       | So       |
| 44       |          |          |          | 1        | 2        | 3        | 4        |
| 45       | 5        | 6        | 7        | 8        | 9        | 10       | 11       |
| 46       | 12       | 13       | 14       | 15       | 16       | 17       | 18       |
| 47       | 19       | 20       | 21       | 22       | 23       | 24       | 25       |
| 48       | 26       | 27       | 28       | 29       | 30       |          |          |
| -------- | -------- | -------- | -------- | -------- | -------- | -------- | -------- |

| Dezember | Dezember | Dezember | Dezember | Dezember | Dezember | Dezember | Dezember |
| Kw       | Mo       | Di       | Mi       | Do       | Fr       | Sa       | So       |
| 48       |          |          |          |          |          | 1        | 2        |
| 49       | 3        | 4        | 5        | 6        | 7        | 8        | 9        |
| 50       | 10       | 11       | 12       | 13       | 14       | 15       | 16       |
| 51       | 17       | 18       | 19       | 20       | 21       | 22       | 23       |
| 52       | 24       | 25       | 26       | 27       | 28       | 29       | 30       |
| 1        | 31       |          |          |          |          |          |          |
| -------- | -------- | -------- | -------- | -------- | -------- | -------- | -------- |

## Ereignisse

### Politik und Weltgeschehen

#### Nordamerikanische Kolonien

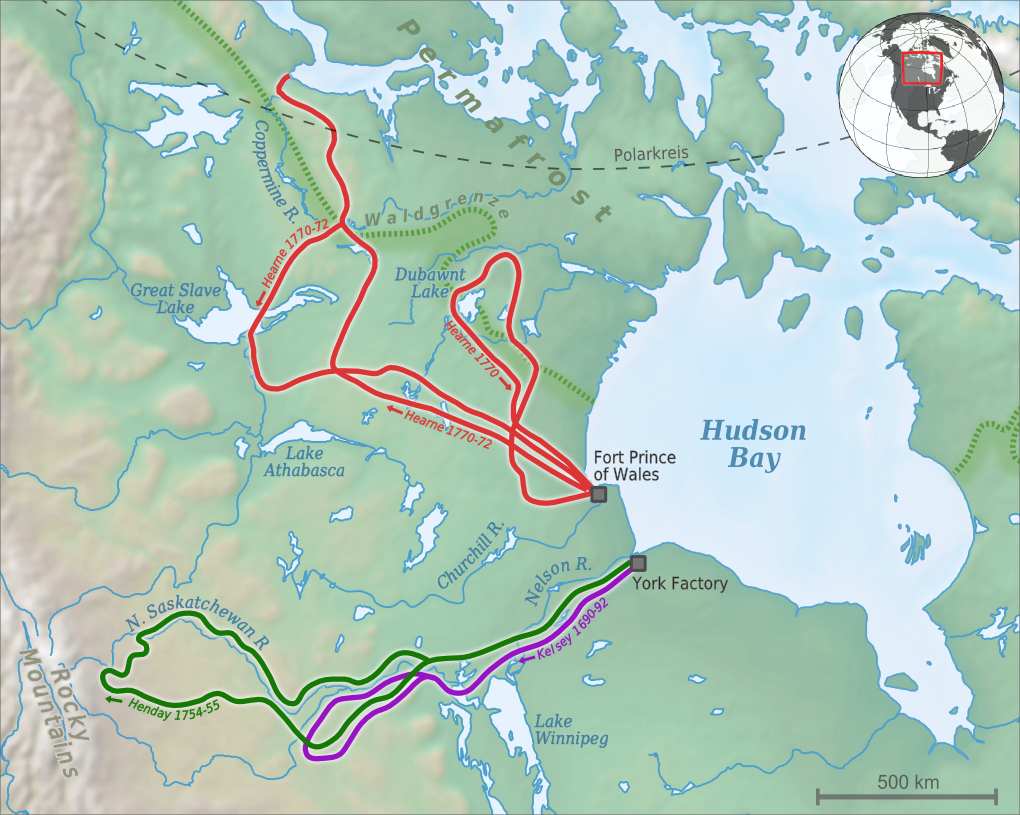
In Rot die Route von Samuel Hearnes zweiter und dritter Expedition

- 23. Februar bis 25. November: Auch Samuel Hearne zweite im Auftrag der Hudson’s Bay Company unternommene Überlandexpedition scheitert mit dem Ziel, einen Nachweis für die Nordwestpassage zu erbringen, die Kupferminen am Coppermine River zu untersuchen, die durchstreifte Landstriche zu erforschen sowie die Indianerstämme zu Handelsbeziehungen mit der Hudson’s Bay Company zu bewegen.
- Aus seinen Fehlern lernend, entschließt sich Hearne, als einziger Europäer mit einer Gruppe von Indianern unter Führung des Häuptlings Matonabbee aufzubrechen. Bei der von 1770 bis 1772 fast 19 Monate dauernden dritten Expedition, die am 7. Dezember beginnt, hat Matonabbee, der das zweifache Scheitern auf das Fehlen von Frauen zurückführt, wesentlichen Anteil am Erfolg.
- 5. März: Beim Massaker von Boston werden bei einer Straßenschlacht fünf Zivilisten durch eine provozierte britische Bewachungseinheit getötet, unter ihnen der Hafenarbeitet Crispus Attucks, der manchmal als erster Märtyrer der Amerikanischen Revolution bezeichnet wird. Der Vorfall schürt weitere Unzufriedenheit unter den Kolonisten.

#### Falklandkrise

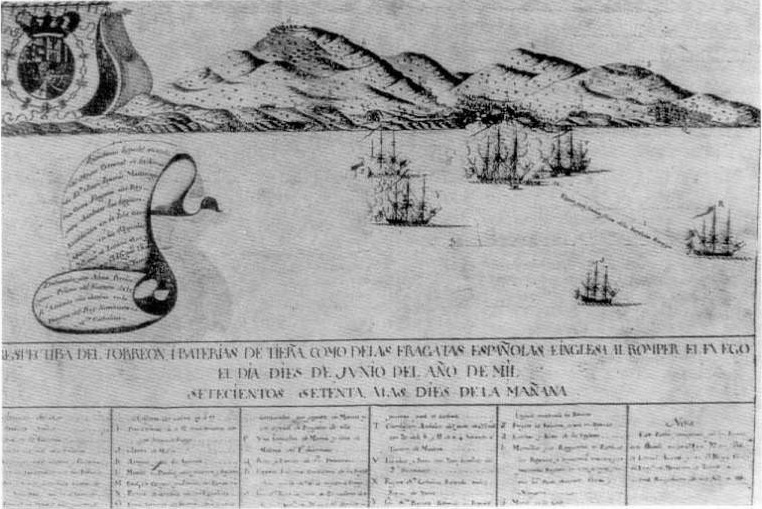
Die Eroberung von Port Egmont durch die Spanier 1770. Zeitgenössische Darstellung

- 6. Juni: Eine spanische Flotte unter General Juan Ignacio de Madariaga erobert während der Falklandkrise mit Großbritannien die Siedlung Port Egmont auf Westfalkland. Madariaga zerstört die britischen Befestigungen und fordert die Briten ultimativ auf, die Inseln zu verlassen. Damit die Nachricht von diesem Angriff jedoch zuerst von den Spaniern nach Europa gebracht werden kann, demontiert er das Ruder des einzigen britischen Schiffes und bricht am 30. Juni nach Spanien auf.
- 20. August: Der spanische Botschafter in London unterrichtet den zuständigen Secretary of State for the Southern Department von der Entsendung von General Madariaga. Die Spanier wollen weiterhin einen Konflikt vermeiden und bezeichnen die Expedition als eine Eigenmächtigkeit des Gouverneurs von Buenos Aires. Großbritannien verlangt die Räumung der Falklandinseln durch Spanien.
- 7. Dezember: Thomas Thynne, 1. Marquess of Bath tritt im Zuge der Falklandkrise als Secretary of State zurück.

#### James Cooks erste Südseereise

Poupou (Māori-Ahnentafel), einziges erhaltenes Objekt der ersten Südseereise von James Cook, 1770 Geschenk an Joseph Banks

- 22. Januar: James Cook durchfährt als erster Europäer mit der Endeavour die Cookstraße und weist damit Neuseeland als Doppelinsel nach.
- 11. März: James Cook entdeckt auf seiner ersten Südseereise eine vor der Südinsel Neuseelands gelegene Inselgruppe, den Solander Islands, die er nach dem mitreisenden Botaniker Daniel Solander benennt.
- 20. April: James Cook sichtet die Küste von New South Wales (Australien), die von ihm in den nächsten Monaten erforscht und kartografiert wird.
- 28. April: Auf seiner ersten Südseereise erreicht der britische Seefahrer und Entdecker James Cook die Ostküste Australiens und landet an der Botany Bay im heutigen New South Wales.
- 24. Mai: James Cook landet im heutigen Queensland an der Stelle, an der heute die Ortschaft Seventeen Seventy liegt.
- 11. Juni: Aus seiner ersten Südseereise läuft James Cook mit seinem Schiff HMS Endeavour beim Cape Tribulation auf dem Endeavour Reef auf Grund. Das so entdeckte Great Barrier Reef hätte beinahe zum Untergang des Schiffes geführt. Während der Reparaturarbeiten der Schiffzimmerleute, die insgesamt sechs Wochen beanspruchen, beobachtet der mitreisende Naturforscher Joseph Banks unter anderem „riesige Hasen“, die von den Eingeborenen Kängurus genannt werden. Danach setzt Cook die Fahrt fort, findet Mitte August die Cook-Passage durch das Great Barrier Reef und kann endlich frei nach Norden segeln.
- 23. August: Captain James Cook nimmt die Ostküste von Australien für die britische Krone in Besitz.
- Am 10. Oktober erreicht er Batavia in Niederländisch-Indien, wo er das Schiff drei Wochen lang gründlich überholen lässt. Während dieser Zeit fallen sieben seiner Männer Durchfallerkrankungen zum Opfer, und viele weitere sterben auf der Weiterfahrt.

#### Frankreich

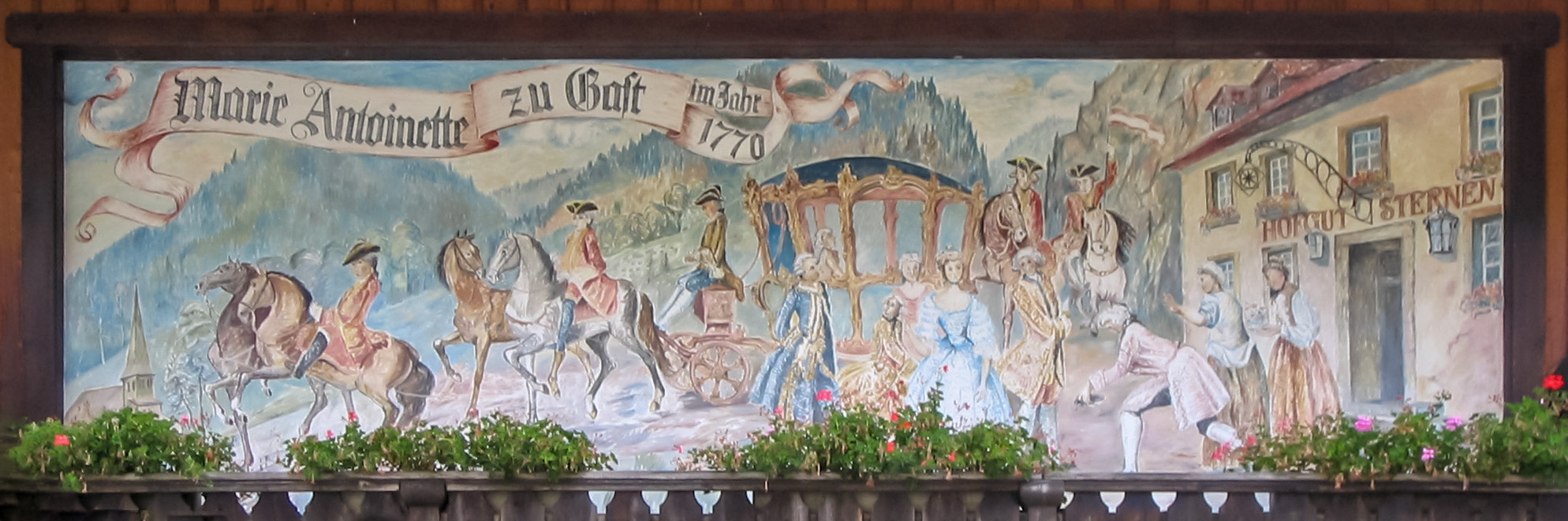
Halt des Brautzugs am Hofgut Sternen, Wandgemälde am Hofgut Sternen im Höllental bei Freiburg

- 19. April: Marie-Antoinette wird in der Wiener Augustinerkirche per procuraturem mit dem Dauphin Louis-Auguste vermählt und beginnt zwei Tage später ihre Brautfahrt nach Versailles.
- 16. Mai: Der französische Thronfolger Louis Auguste, der spätere König Ludwig XVI., heiratet in Versailles Marie-Antoinette aus dem Hause Habsburg.
- 24. Dezember: Kriegs- und Außenminister Étienne-François de Choiseul fällt auf Betreiben von Joseph Marie Terray am französischen Hof in Ungnade und wird auf seine Güter verbannt. Auch Marineminister César Gabriel de Choiseul-Praslin wird entlassen.

#### Eidgenossenschaft
- 16. März: Patriziat in Luzern: Der Schumacher-Meyer-Handel wird mit einem Friedensschluss beigelegt. Joseph Rudolf Valentin Meyer erklärt sich bereit, für 15 Jahre in die Verbannung zu gehen, sofern er seiner Ehren und Rechte dadurch nicht verlustig gehe. Der von diesem angeklagte Jost Niklaus Joachim Schumacher wird in allen Ehren rehabilitiert, auch Franz Plazid Schumacher darf nach Luzern zurückkehren. Anton Schumacher, der Führer der Schumacher-Partei, vermählt sich in dritter Ehe mit einer Meyer von Schauensee. Ob man beim Friedensschluss auch eine posthume Begnadigung für den 1764 hingerichteten Lorenz Plazid Schumacher anregt, ist nicht bekannt.

#### Orlow-Revolte in Griechenland/Russisch-Türkischer Krieg

Flagge der griechischen Aufständischen

- Frühjahr: In Griechenland beginnt die Orlow-Revolte unter Grigori Grigorjewitsch Orlow, Alexei Grigorjewitsch Orlow und Fjodor Grigorjewitsch Orlow gegen die osmanische Fremdherrschaft.
- 25. März: In Kreta beginnt im Vertrauen auf russische Unterstützungszusagen unter der Führung von Daskalogiannis ein Aufstand gegen die osmanische Herrschaft, der jedoch rasch niedergeschlagen wird.

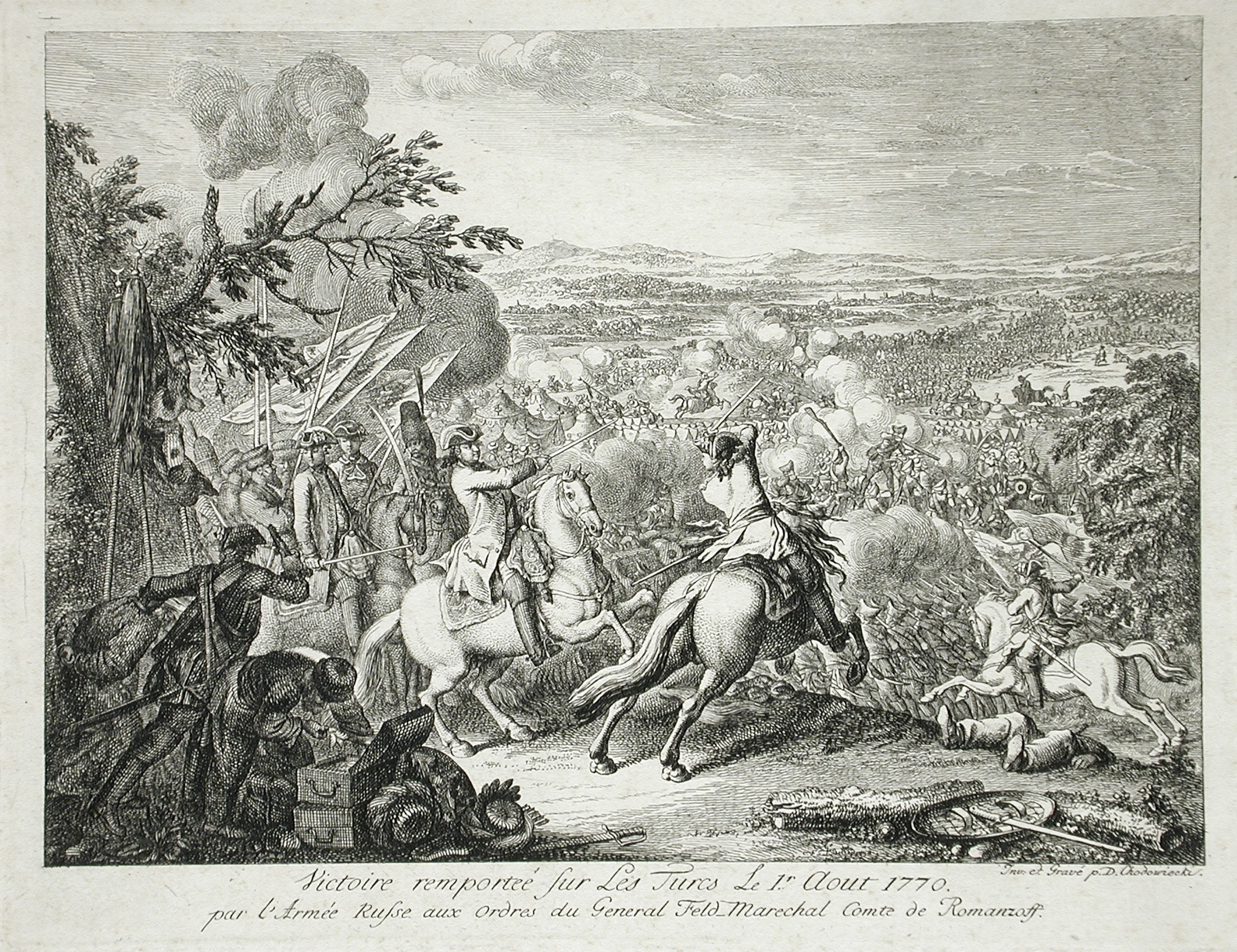
Rumjanzjew's Sieg über die Türken 1770, Radierung von Daniel Chodowiecki

- 28. Juni: Feldmarschall Pjotr Alexandrowitsch Rumjanzew-Sadunaiski schlägt an der Donaufront unweit der Räbnia Mogila 20.000 Türken in die Flucht.
- 5. Juli: Die aus der Baltischen Flotte kommenden Einheiten der zaristischen Marine spüren in der Zeit der Orlow-Revolte die osmanische Flotte in der Bucht von Çeşme auf und eröffnen die Seeschlacht von Çeşme.

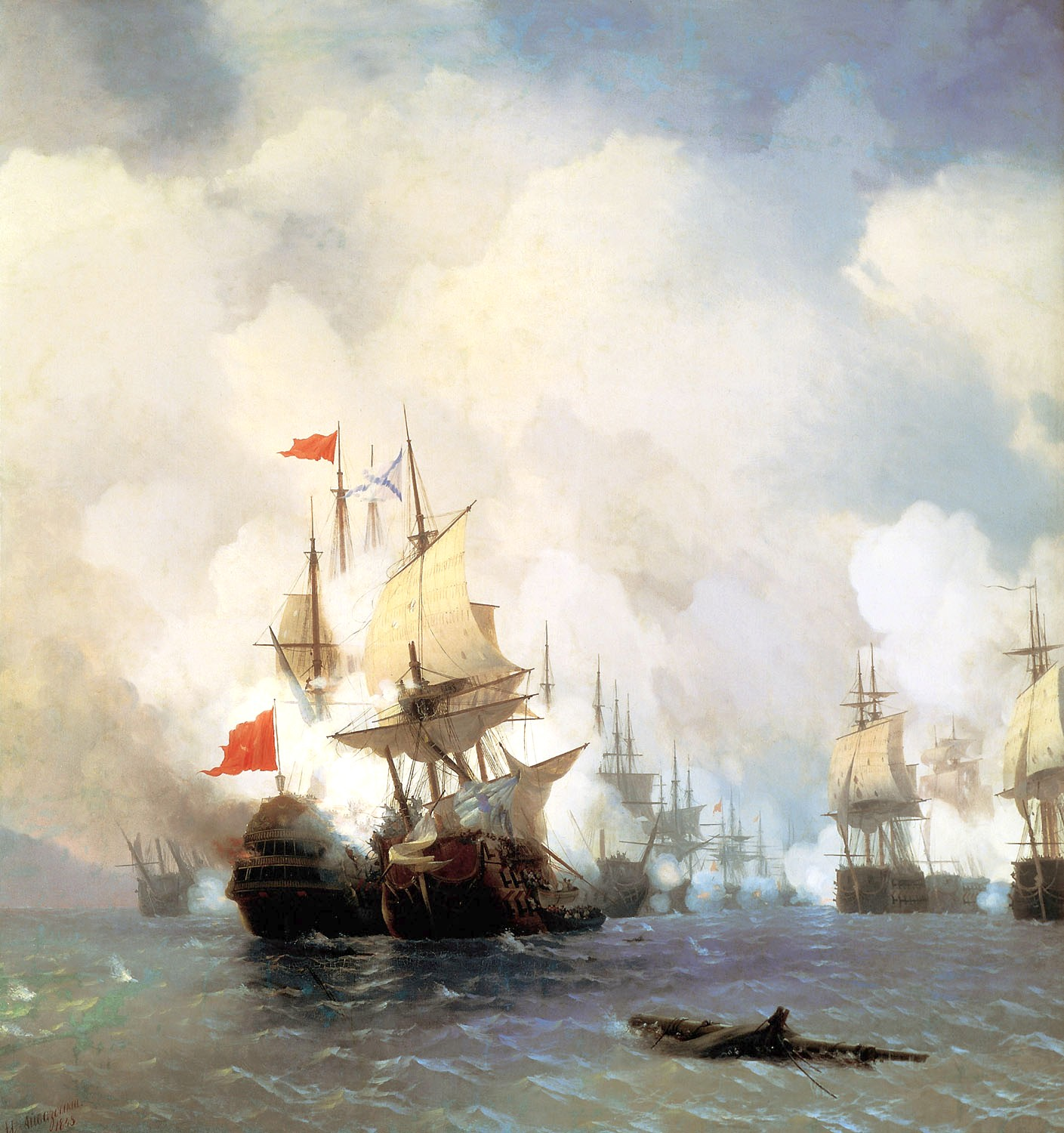
Seeschlacht von Çeşme von Iwan Aiwasowski

- 7. Juli: Nach der dreitägigen Seeschlacht von Çeşme im Fünften Russisch-Türkischen Krieg ist die Vernichtung der osmanischen Flotte durch die Russen so gut wie abgeschlossen. In der Nacht zum 8. Juli klingen letzte kleinere Kämpfe aus.
- 18. Juli: Die russische Armee besiegt ein 80.000 Mann starkes türkisches Heer in der Schlacht an der Larga.
- 1. August: In der Schlacht von Cahul, eine der größten im 18. Jahrhundert, bringt eine die Gegner überraschende Offensive der Russen unter Pjotr Rumjanzew im Krieg mit den Osmanen Beute und militärische Vorteile ein. Die Truppen des Fürsten Nikolai Repnin nehmen Ismail und Kilija ein.

#### Polen-Litauen
- Die Konföderation von Bar erleidet Anfang des Jahres zwei schwere Niederlagen gegen russische Truppen. Noch im selben Jahr verlegt sie den Konföderationsrat von Schlesien nach Ungarn.

#### Dänemark

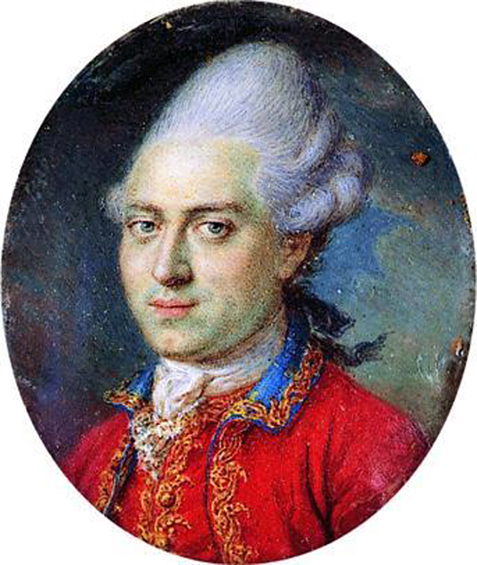
Cornelius Høyer: Johann Friedrich Struensee, Miniatur 1770

- Sommer: Während einer Pockenepidemie in Kopenhagen gewinnt der Arzt Johann Friedrich Struensee endgültig das Vertrauen König Christians VII., den er gegen die Pocken impft.
- September: In Dänemark wird durch Kabinettssekretär Johann Friedrich Struensee unter anderem die unbeschränkte Preßfreiheit eingeführt.
- 15. September: Premierminister Johann Hartwig Ernst von Bernstorff wird entlassen.
- 17. Dezember: Christian VII. ernennt Struensee zum Maître des requêtes (Chef der Gesuche). Damit läuft die Kommunikation zwischen König und Volk allein über Struensee. Am nächsten Tag wird er offizieller Leibarzt des Königs.

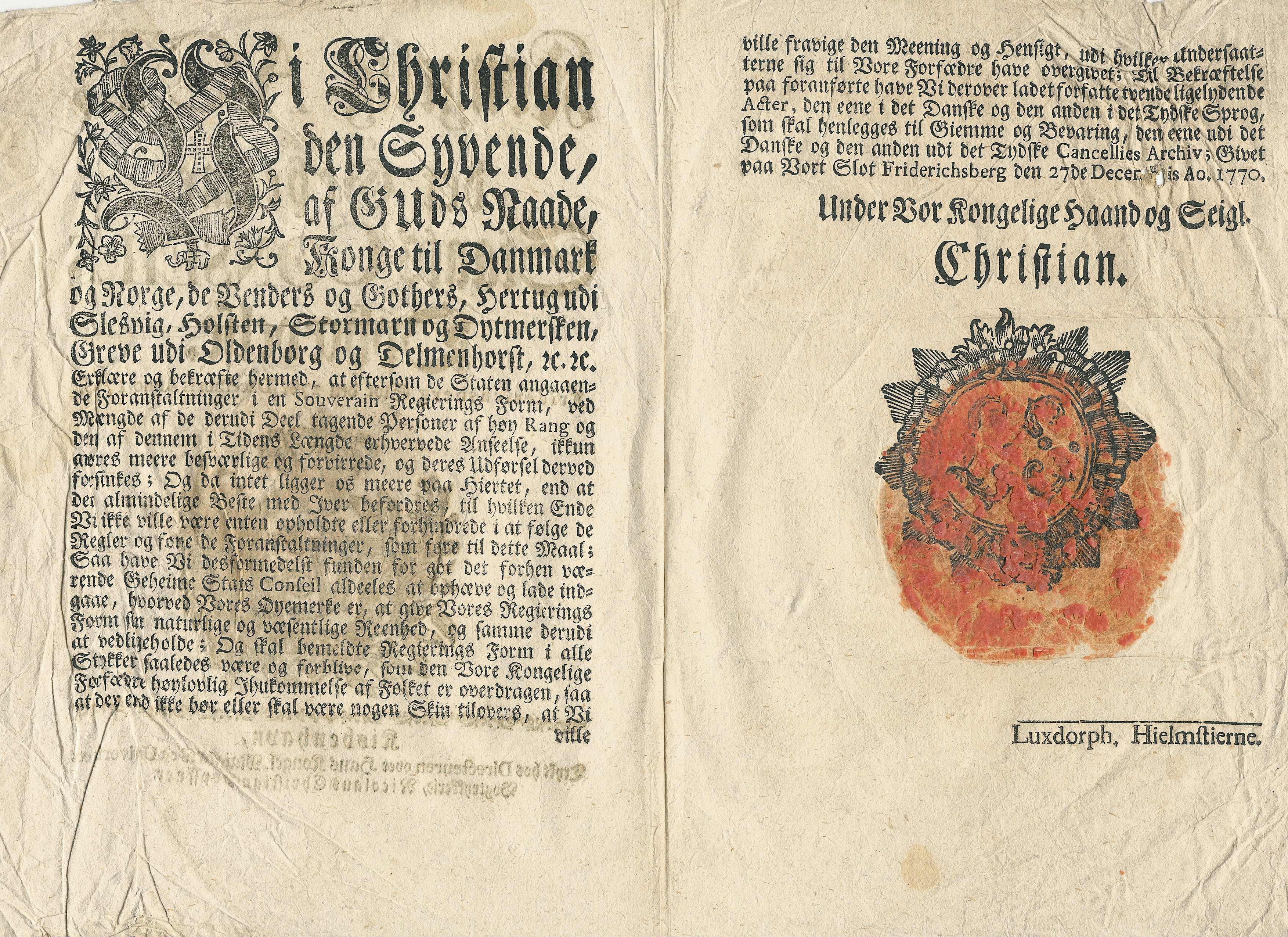
Königliches Dekret zur Auflösung des Geheimen Conseils

- 27. Dezember: Der Gehejmekonseil, bislang das mächtigste Regierungsgremium im Staat, wird aufgelöst.

### Wirtschaft
- Ende Februar: Bürgermeister Georg Heinrich von Roßkampff lässt auf den Hammelwasen erstmals den Heilbronner Pferdemarkt abhalten.
- Der seit 1745 erscheinende Wandsbecker Mercurius wird vom Hamburger Senat verboten. Heinrich Carl von Schimmelmann gründet daraufhin den ab 1771 erscheinenden Wandsbecker Bothen. Einziger Redakteur ist Matthias Claudius.
- Der Klarinettist Bernhard Schott gründet in Mainz den Musikverlag B. Schott’s Söhne.
- John Harvey gründet in Glasgow die Whiskybrennerei Yoker.

### Wissenschaft und Technik
- 1. November: Das Berg- und hüttenmännische Lehrinstitut (Vorgänger der Technischen Universität) wird in Berlin gegründet.

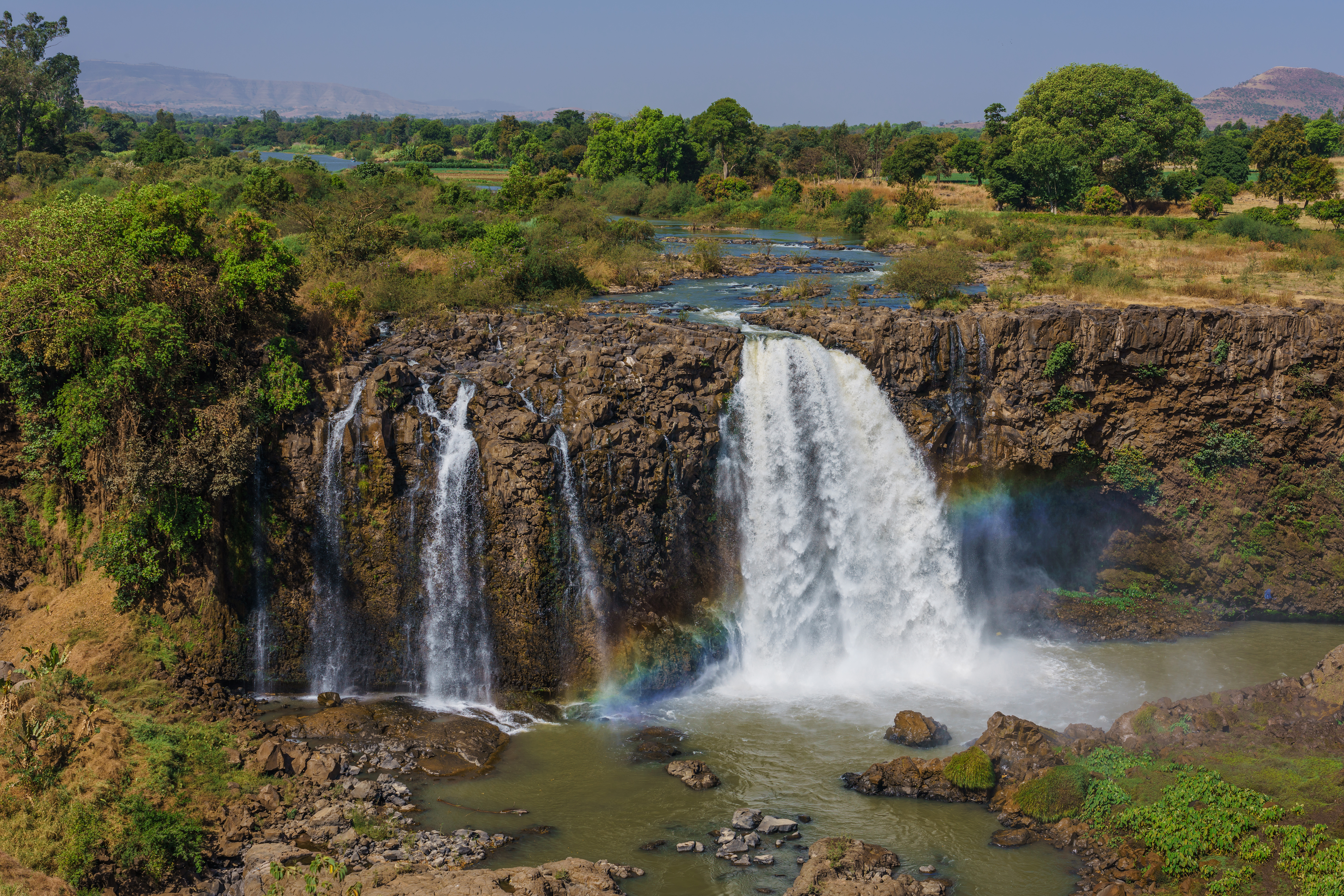
Der Wasserfall Tisisat („Rauchendes Wasser“) des Blauen Nils in der Nähe von Bahar Dar

- 14. November: Der schottische Reisende James Bruce erkundet die Quellen des Blauen Nils.

### Kultur

#### Musik und Theater
- 10. Januar: Die Uraufführung der Commedia per musica Le donne letterate von Antonio Salieri erfolgt am Wiener Burgtheater. Mit dieser Komposition legt der junge Salieri den Grundstein für seine erfolgreiche Karriere als Musikdramatiker.
- 13. Januar: Das Drama Les deux amis von Pierre-Augustin Caron de Beaumarchais hat seine Uraufführung an der Comédie-Française mit Préville in der Hauptrolle. Wie schon das Vorgängerstück Eugénie wird es von der Kritik zerrissen.
- Karneval: Die Pastorale per musica L’amore innocente von Antonio Salieri wird am Wiener Burgtheater uraufgeführt.

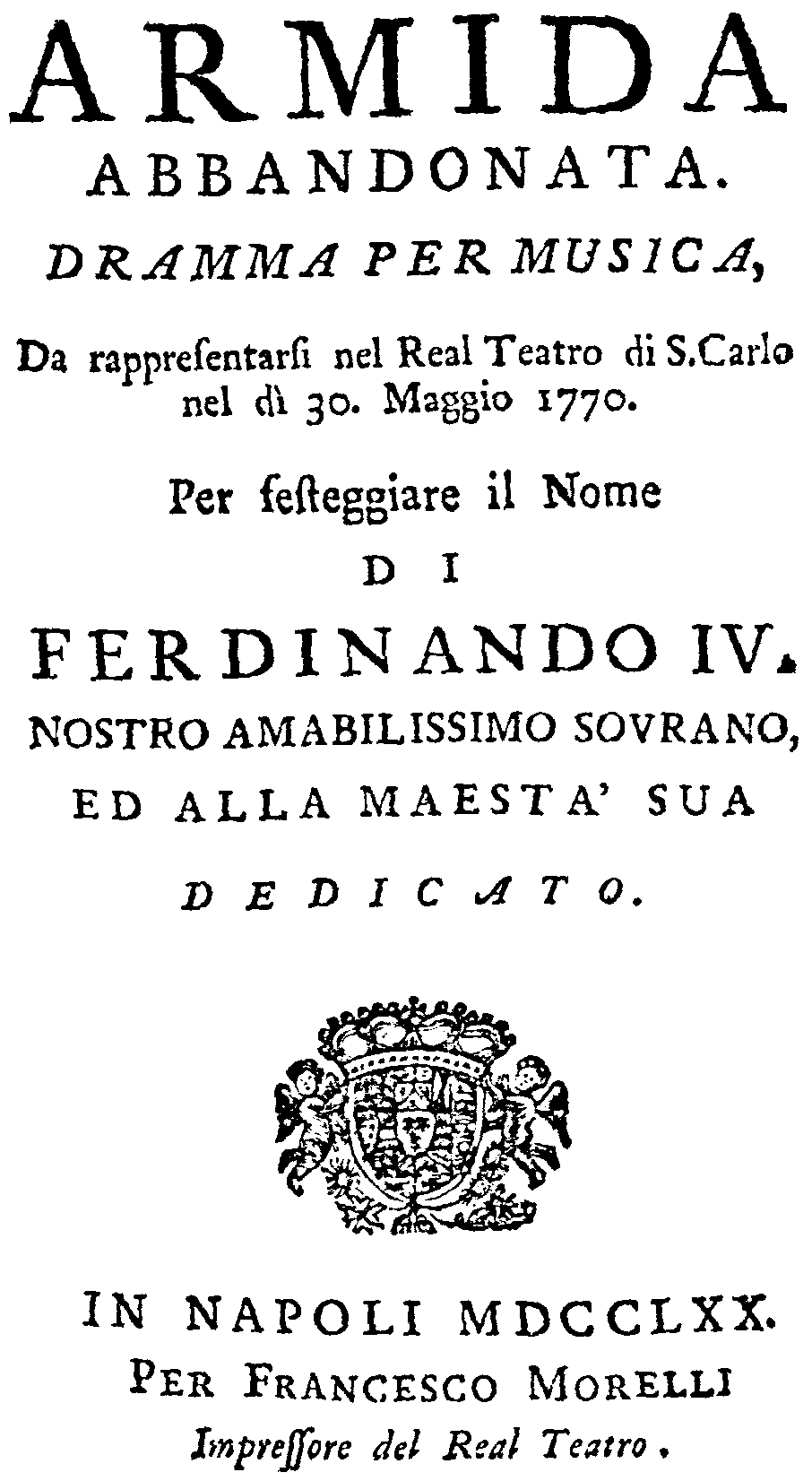
Armida abbandonata, Titelblatt des Librettos, Neapel

- 30. Mai: Die Oper Armida abbandonata (Die verlassene Armida) von Niccolò Jommelli  mit einem Libretto nach Torquato Tassos Epos Das befreite Jerusalem wird am Teatro San Carlo in Neapel uraufgeführt. Die Titelpartie singt Anna Lucia De Amicis. Trotz der allseits gerühmten Besetzung kommt Jommellis Stil mit seiner Chromatik, den komplexen rhythmischen Strukturen und der dichten Instrumentierung beim neapolitanischen Publikum nicht gut an.
- 26. Dezember: Die opera seria Mitridate, re di Ponto von Wolfgang Amadeus Mozart hat ihre Uraufführung in Mailand. Der Text stammt von Vittorio Amedeo Cigna-Santi nach dem Drama Mithridate von Jean Racine in der italienischen Übersetzung von Giuseppe Parini.
- Um 1770 entwickelt sich aus dem Ländler die Tanzform des Walzers.

### Religion
- 14. November: Feierliche Übersetzung der kaiserlich-königlichen-auch-herzoglich-österreichischen höchsten Leichen

### Katastrophen
- November: In einem Soldatenkrankenhaus außerhalb Moskaus bricht vermeintlich das Fleckfieber aus, das sich im Nachhinein als Pest herausstellt. Im selben Monat kommt es in einer Textilfabrik einer Vorstadt zu weiteren Todesfällen. Im Folgejahr breitet sich die Seuche über die Stadt aus.
- Die Hungersnot in Bengalen verursacht in der unteren Ganges-Ebene in Indien schätzungsweise zehn Millionen Todesopfer. Sie wird meist der Herrschaft der Britischen Ostindien-Kompanie zugeschrieben.
- In Murshidabad bricht eine Pockenepidemie aus, die rund 63.000 Todesopfer fordert.

### Natur und Umwelt
- 1. Juli: Der Komet Lexell passiert die Erde in ca. 2 Mio. km Entfernung. Dies war laut Internationaler Astronomischer Union (IAU) der dichteste jemals offiziell registrierte Vorbeiflug eines Kometen in der Geschichte der Wissenschaft.
- 3. September: Das stärkste bislang in Norddeutschland nachgewiesene Erdbeben erschüttert mit der Stärke VII auf der Medwedew-Sponheuer-Kárník-Skala den niedersächsischen Ort Alfhausen, Landkreis Osnabrück.

## Geboren

### Erstes Quartal
- 08. Januar: Nathan Smith, US-amerikanischer Politiker († 1835)
- 10. Januar: Nicolaas Cornelis de Fremery, niederländischer Mediziner, Pharmakologe, Zoologe und Chemiker († 1844)
- 11. Januar: Léonard Huard de Saint-Aubin, französischer General († 1812)
- 13. Januar: Carl Friedrich Wilhelm Gottlob von Bibra, deutscher Landwirt und Politiker († 1842)
- 14. Januar: Adam Jerzy Czartoryski, polnischer Politiker († 1861)
- 22. Januar: Karl Ferdinand Friedrich von Nagler, bayrischer Generalpostdirektor des Norddeutschen Bundes († 1846)
- 23. Januar: Georg Heinrich Nöhden, deutsch-britischer Erzieher und Philologe († 1826)
- 02. Februar: Johann Georg Oestreich, deutscher Orgelbauer († 1858)
- 09. Februar: Samuel Bell, US-amerikanischer Politiker († 1850)
- 10. Februar: Alexandre Brongniart, französischer Chemiker, Mineraloge, Geologe und Zoologe († 1847)
- 10. Februar: Ferdinando Carulli, italienischer Komponist und Gitarrist († 1841)
- 17. Februar: David Stone, US-amerikanischer Politiker († 1818)
- 18. Februar: Johann Gottlieb Brucker, deutscher Mediziner († 1829)
- 18. Februar: Christian Heinrich Rinck, deutscher Komponist und Organist († 1846)
- 19. Februar: Maximilian von Wimpffen, österreichischer Feldmarschall († 1854)
- 21. Februar: Georges Mouton de Lobau, französischer General, Pair und Marschall von Frankreich († 1838)
- 23. Februar: Friedrich Philipp Wilmsen, deutscher reformierter Theologe und Pädagoge († 1831)
- 25. Februar: Adam Simons, niederländischer reformierter Theologe, Dichter, Rhetoriker und Historiker († 1834)
- 26. Februar: Anton Reicha, tschechischer Komponist († 1836)
- 27. Februar: Don Juan Bautista Arriaza y Superviela, spanischer Staatsmann und Dichter († 1837)
- 28. Februar: Johann Ludwig von Bernuth, preußischer Beamter († 1857)
- 02. März: Louis Gabriel Suchet, französischer Marschall († 1826)
- 03. März: Franz Reichetzer, Bergrat während des österreichischen Kaisertums († nach 1843)
- 04. März: Jean Joseph Jacotot, französischer Gelehrter und Begründer der nach ihm benannten Unterrichtsmethode († 1840)
- 04. März:Christian Zais, deutscher Architekt († 1820)
- 05. März: Hans Ernst Karl von Zieten, preußischer Generalfeldmarschall († 1848)
- 07. März: Gabriel Jean Joseph Molitor, französischer General, Marschall und Pair von Frankreich († 1849)
- 09. März: Karl von Einsiedel, deutscher Diplomat († 1841)
- 12. März: François Gérard, französischer Maler († 1837)

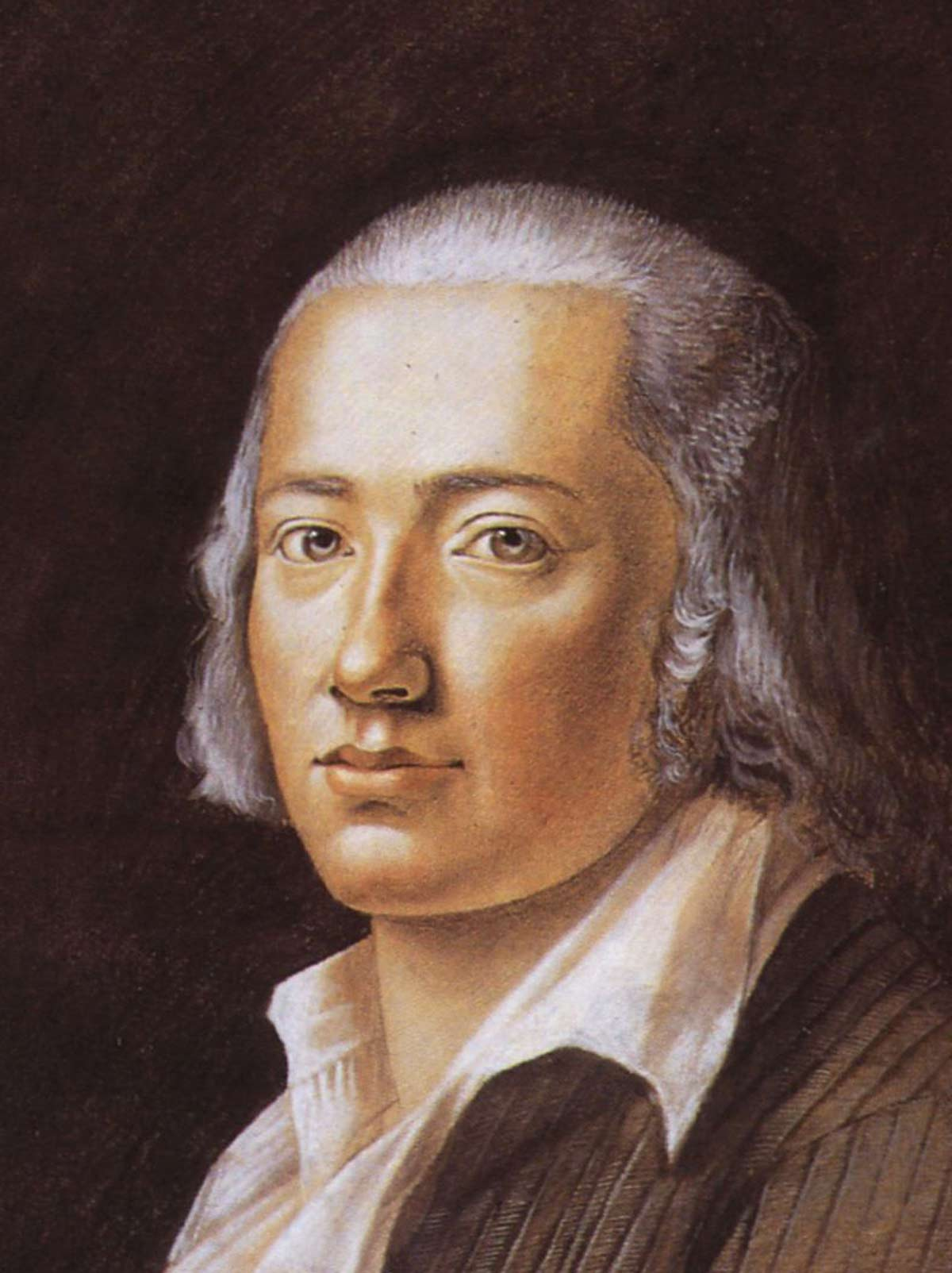
Friedrich Hölderlin, Pastell von Franz Carl Hiemer, 1792

- 20. März: Friedrich Hölderlin, deutscher Dichter († 1843)
- 20. März: Johann Gottfried Tulla, badischer Ingenieur († 1828)
- 26. März: Heinrich Vitzthum von Eckstädt, Generaldirektor des Dresdner Kunstakademie sowie Direktor des Hoftheater und der Hofkapelle († 1837)

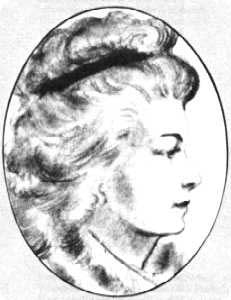
Sophie Mereau

- 27. März: Sophie Mereau, deutsche Schriftstellerin († 1806)
- 29. März: Johann Georg Josef Karl Maria von Aretin, bayerischer Staatsbeamter, Jurist und Nationalökonom († 1845)

### Zweites Quartal
- 02. April: Alexandre Sabès Pétion, Präsident von Haiti († 1818)
- 05. April: Heinrich Behrmann, deutsch-dänischer Pädagoge, Sachbuchautor und Privatgelehrter († 1836)
- 05. April: Just Friedrich von Seelhorst, deutscher Beamter († 1857)
- 07. April: William Wordsworth, britischer Dichter († 1850)
- 09. April: Johann Georg Kerner, württembergischer Arzt und Chronist der Französischen Revolution († 1812)
- 09. April: Thomas Johann Seebeck, estnisch-deutscher Physiker (Seebeck-Effekt) († 1831)
- 10. April: Joseph von Laßberg, deutscher Germanist und Schriftsteller († 1855)
- 11. April: George Canning, britischer Politiker und Regierungschef († 1827)
- 11. April: Karl Gustav Friedrich Schwalbe, deutscher Lehrer und Schriftsteller († ?)
- 15. April: Jana Wynandina Gertrut d’Aubigny von Engelbrunner, deutsche Schriftstellerin, Sängerin und Musikpädagogin († 1847)
- 17. April: Mahlon Dickerson, US-amerikanischer Politiker († 1853)
- 03. Mai: Fidel André, deutscher Politiker († 1827)
- 10. Mai: Louis-Nicolas Davout, französischer General, Pair und Marschall von Frankreich († 1823)
- 16. Mai: Carl Friedrich Ernst Aschenborn, preußischer Jurist († 1827)
- 18. Mai: Ferdinand Heinrich Lachmann, deutscher Pädagoge († 1848)
- 20. Mai: Anna Emilie, Prinzessin von Anhalt-Köthen und Erbin der Standesherrschaft Pleß († 1830)
- 24. Mai: Luise Friederike von Preußen, preußische Prinzessin († 1836)
- 03. Juni: Manuel Belgrano, argentinischer Anwalt, Politiker und General († 1820)
- 04. Juni: James Hewitt, US-amerikanischer Komponist († 1827)
- 07. Juni: Robert Banks Jenkinson, britischer Staatsmann († 1828)
- 08. Juni: Anton Aloys Buchmayer; Bischof von St. Pölten († 1851)
- 22. Juni: Wilhelm Traugott Krug, deutscher Philosoph († 1842)
- 24. Juni: Eli P. Ashmun, US-amerikanischer Politiker († 1819)
- 24. Juni: Albrecht Ludwig Berblinger, württembergischer Schneider, Erfinder und Flugpionier († 1829)
- 25. Juni: Friedrich Adrian von Arnstedt, deutscher Landrat († 1833)
- 26. Juni: Johann Christoph Schreiter, deutscher evangelisch-lutherischer Theologe († 1821)

### Drittes Quartal
- 02. Juli: Maximilian Joseph Pozzi, deutscher Bildhauer († 1842)
- 09. Juli: Kaspar Maximilian Droste zu Vischering, deutscher römisch-katholischer Bischof († 1846)
- 09. Juli: Abner Lacock, US-amerikanischer Politiker († 1837)
- 11. Juli: Vincenz Darnaut, österreichischer Geistlicher und Topograf († 1821)
- 11. Juli: Ludwig von Westphalen, deutscher Beamter († 1842)
- 23. Juli: Karl Ferdinand Friese, preußischer Staatssekretär und Präsident der Preußischen Hauptbank († 1837)
- 26. Juli: Charles Willing Byrd, US-amerikanischer Politiker († 1828)
- 28. Juli: Gerhard Janssen Schmid, deutscher Orgelbauer († 1845)
- 30. Juli: José Ignacio de Gorriti, argentinischer Politiker und General des Unabhängigkeitskrieges († 1835)
- 30. Juli: Ignaz von Sonnleithner, österreichischer Jurist und Autor († 1831)
- 01. August: William Clark, US-amerikanischer Soldat und Entdecker († 1838)

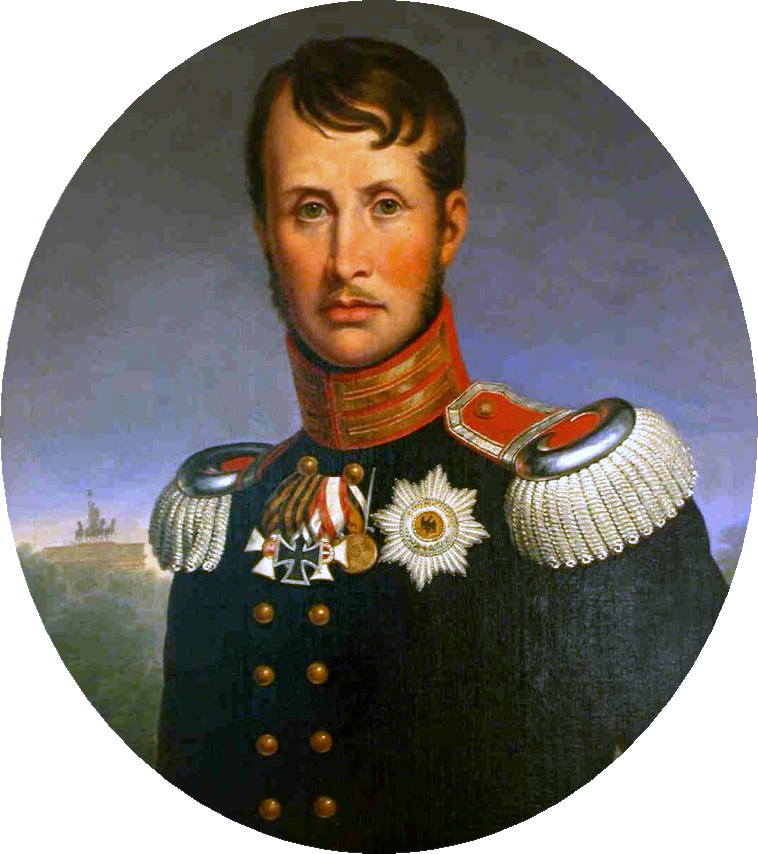
Friedrich Wilhelm III.

- 03. August: Friedrich Wilhelm III., preußischer König († 1840)
- 04. August: François-Étienne Kellermann, französischer Kavalleriegeneral († 1835)
- 08. August: Charles Marie Auguste de Beaumont d’Autichamp, französischer General († 1852)

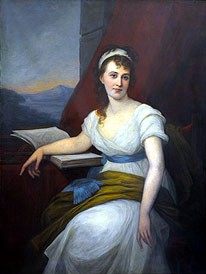
Dorothea von Rodde-Schlözer, um 1800

- 10. August: Dorothea Schlözer, deutsche Philosophin und Salonnière, zweite promovierte Frau in Deutschland († 1825)
- 11. August: Joseph Mendelssohn, deutscher Bankier († 1848)
- 16. August: François André Michaux, französischer Botaniker († 1855)
- 22. August: Hans Conrad von Orelli, Schweizer evangelischer Geistlicher und Hochschullehrer († 1826)
- 25. August: Bernhard Wilhelm Toel, deutscher Geistlicher († 1840)

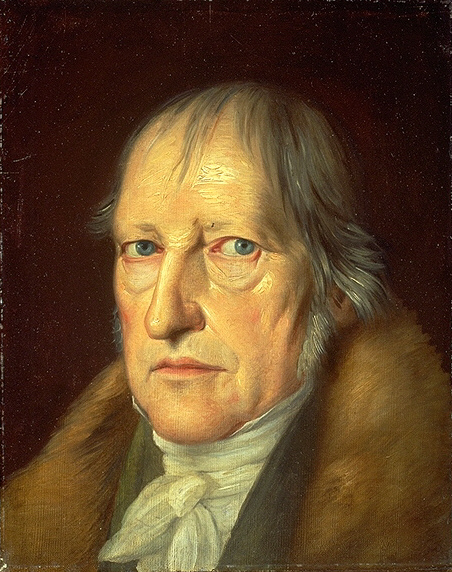
Georg Wilhelm Friedrich Hegel, 1831

- 27. August: Georg Wilhelm Friedrich Hegel, deutscher Philosoph († 1831)
- 29. August: Ludwig Wilhelm, Landgraf von Hessen-Homburg († 1839)
- 29. August: Franz Pettrich, deutscher Bildhauer († 1844)
- 03. September: Johann Heinrich Karl Hengstenberg, preußischer Kirchenliederdichter († 1834)
- 06. September: Theodor Heinsius, deutscher Sprachforscher und Lexikograf († 1849)
- 10. September: Christian Friedrich Goedeking, deutscher Beamter († 1851)
- 10. September: Nikolaus Schuble, deutscher Orgelbauer († 1816)
- 19. September: Johann Georg Repsold, deutscher Feinmechaniker († 1830)
- 30. September: Ferdinand Arrivabene, italienischer Jurist und Schriftsteller († 1834)

### Viertes Quartal
- 01. Oktober: Karl vom Stein zum Altenstein, preußischer Politiker († 1840)
- 05. Oktober: Carl August Alsleben, preußischer Politiker († 1855)
- 07. Oktober: Max Keller, deutscher Komponist und Organist († 1855)
- 11. Oktober: Bernhard von Keeß, österreichischer Offizier († 1800)
- 12. Oktober: James Findlay, US-amerikanischer Politiker († 1835)
- 17. Oktober: Johann Christian Engel, Historiker († 1814)
- 19. Oktober: Johann Clarisse, niederländischer reformierter Theologe († 1846)
- 20. Oktober: Antoine Jay, französischer Jurist und Schriftsteller († 1854)
- 24. Oktober: Karl Emanuel von Savoyen-Carignan, Fürst von Carignan († 1800)
- 27. Oktober: Pietro Francesco Galleffi, italienischer Kardinal († 1837)
- 05. November: Sarah Guppy, britische Erfinderin († 1852)
- 05. November: Dominique Joseph Vandamme, französischer General in den Napoleonischen Kriegen († 1830)
- 07. November: Christian Rudolph Wilhelm Wiedemann, deutscher Physiker, Historiker, Naturwissenschaftler und Insektenforscher († 1840)
- 13. November: Johann Bernhard Cummerow, preußischer Beamter († 1826)

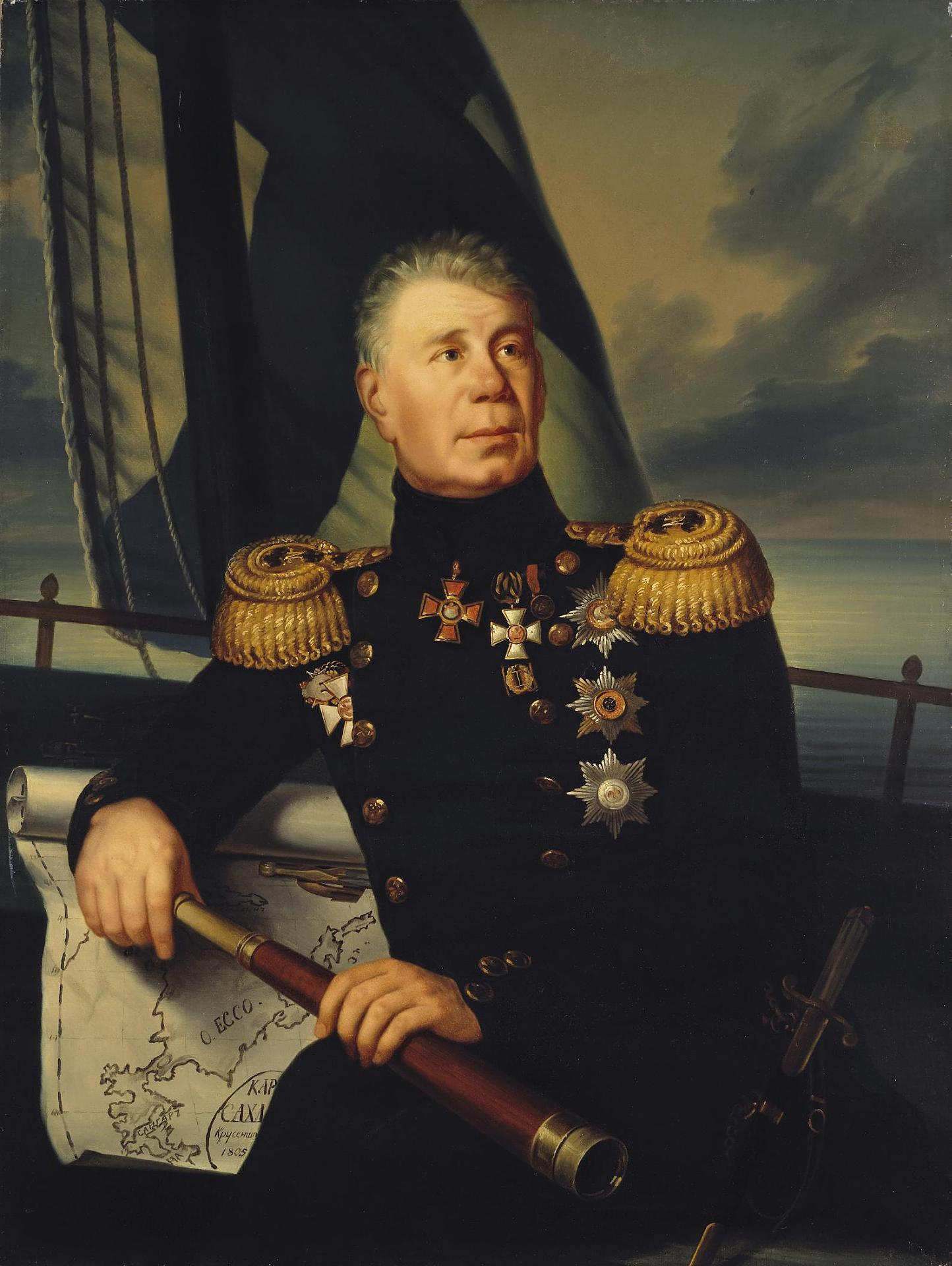
Adam Johann von Krusenstern

- 19. November: Adam Johann von Krusenstern, erster russischer Weltumsegler († 1846)
- 19. November: Bertel Thorvaldsen, dänischer Bildhauer († 1844)
- 20. November: Johann Ludwig Klohss, deutscher Mediziner († 1825)
- 22. November: Caroline von Bourbon-Parma, Mutter der sächsischen Könige Friedrich August II. und Johann († 1804)
- 11. Dezember: Jan Theobald Held, tschechischer Arzt und Komponist († 1851)
- 11. Dezember: Samuel Marot, preußischer Theologe († 1865)

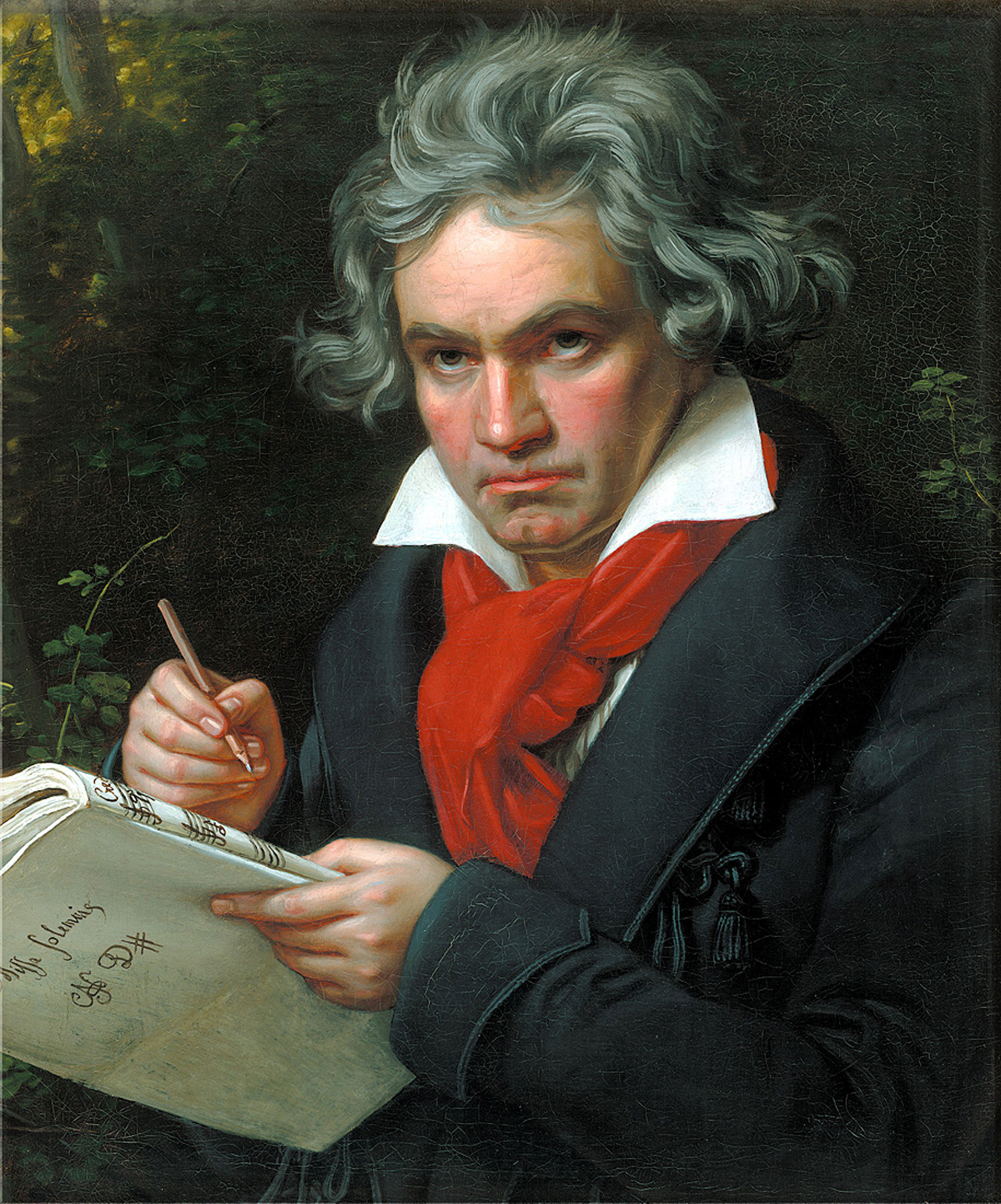
Ludwig van Beethoven, Gemälde Joseph Karl Stielers von 1820

- getauft 17. Dezember: Ludwig van Beethoven, deutscher Komponist († 1827)
- 27. Dezember: Carl Weisflog, deutscher Schriftsteller († 1828)
- 29. Dezember: Wilhelm Karl Friedrich Suckow, war ein deutscher Mediziner († 1848)
- 000Dezember: Samuel White, US-amerikanischer Politiker († 1809)

### Genaues Geburtsdatum unbekannt
- Vasile Aaron, rumänischer Dichter († 1822)
- Heinrich Otto von Aderkas, General der Kaiserlich Russischen Armee († 1840)
- Friedrich Ludwig Sigismund Balckow, preußischer Kriegs- und Domänenrat († 1809)
- Mahmud Dramalı Pascha, osmanischer Staatsmann, Feldherr und Serasker († 1822)
- Zaman Mirza Shah Durrani, Emir des Durrani-Reiches († 1844)
- Hamidu Reis, algerischer Korsar († 1815)
- Theodor Franz Thiriart, Kölner Buchdrucker und Verleger († 1827)
- Sergei Nikolajewitsch Titow, russischer Komponist († 1825)

## Gestorben

### Erstes Halbjahr
- 02. Januar: Joseph Anton Feuchtmayer, österreichischer Stuckateur und Bildhauer (* 1696)
- 07. Januar: Carl Gustaf Tessin, schwedischer Politiker, Reichsrat und Präsident der Staatskanzlei (* 1695)
- 27. Januar: Johann Karl Philipp Graf Cobenzl, österreichischer Politiker (* 1712)
- 06. Februar: Franz Kaspar von Franken-Siersdorf, preußischer Weihbischof in Köln (* 1683)
- 26. Februar: Giuseppe Tartini, italienischer Komponist (* 1692)

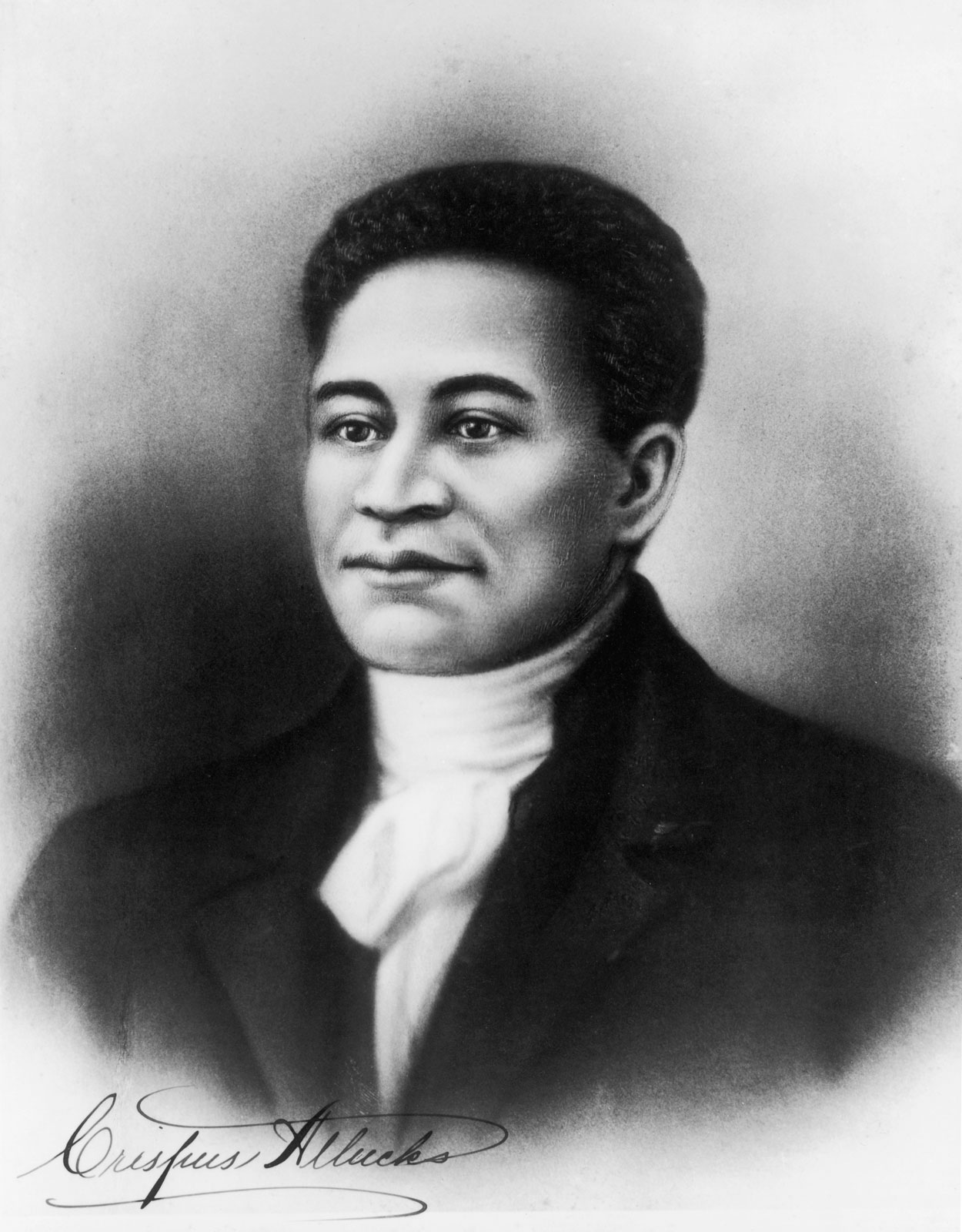
Porträt von Crispus Attucks

- 05. März: Crispus Attucks, Bostoner Hafenarbeiter mit Wurzeln in Afrika und bei den Wampanoag, Märtyrer des Massakers von Boston (* um 1723)
- 05. März: Gaetano Chiaveri, italienischer Baumeister und Architekt (* 1689)
- 14. März: Christoph Langhansen, deutscher Mathematiker und lutherischer Theologe (* 1691)
- 23. März: Martin van Meytens, niederländischer Maler (* 1695)
- 27. März: Giovanni Battista Tiepolo, venezianischer Künstler des Barocks (* 1696)
- 07. April: Johann Heinrich Arnold, badischer Werkmeister (* 1697)
- 11. April: August Wilhelm Reinhart, deutscher evangelischer Theologe (* 1696)
- 27. April: José Solís Folch de Cardona, spanischer Offizier, Geistlicher, Kolonialverwalter und Vizekönig von Neugranada (* 1716)

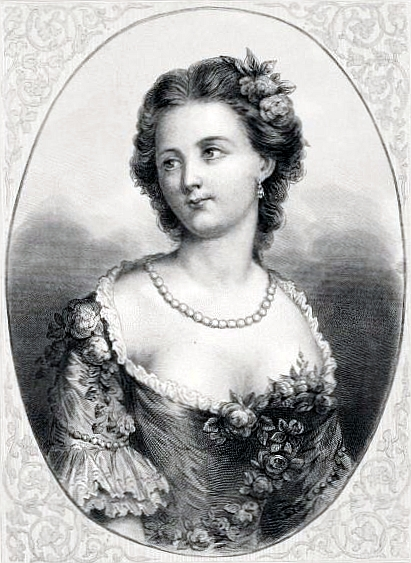
Marie Camargo nach Eugène Gervais

- 28. April: Marie Camargo, französische Tänzerin (* 1710)
- 08. Mai: Karl I., paragierter Landgraf von Hessen-Philippsthal (* 1682)
- 20. Mai: Paul Christian Zink, deutscher Maler (* 1687)
- 24. Mai: Johann Eberhard Rau, deutscher evangelischer Theologe und Hochschullehrer (* 1695)

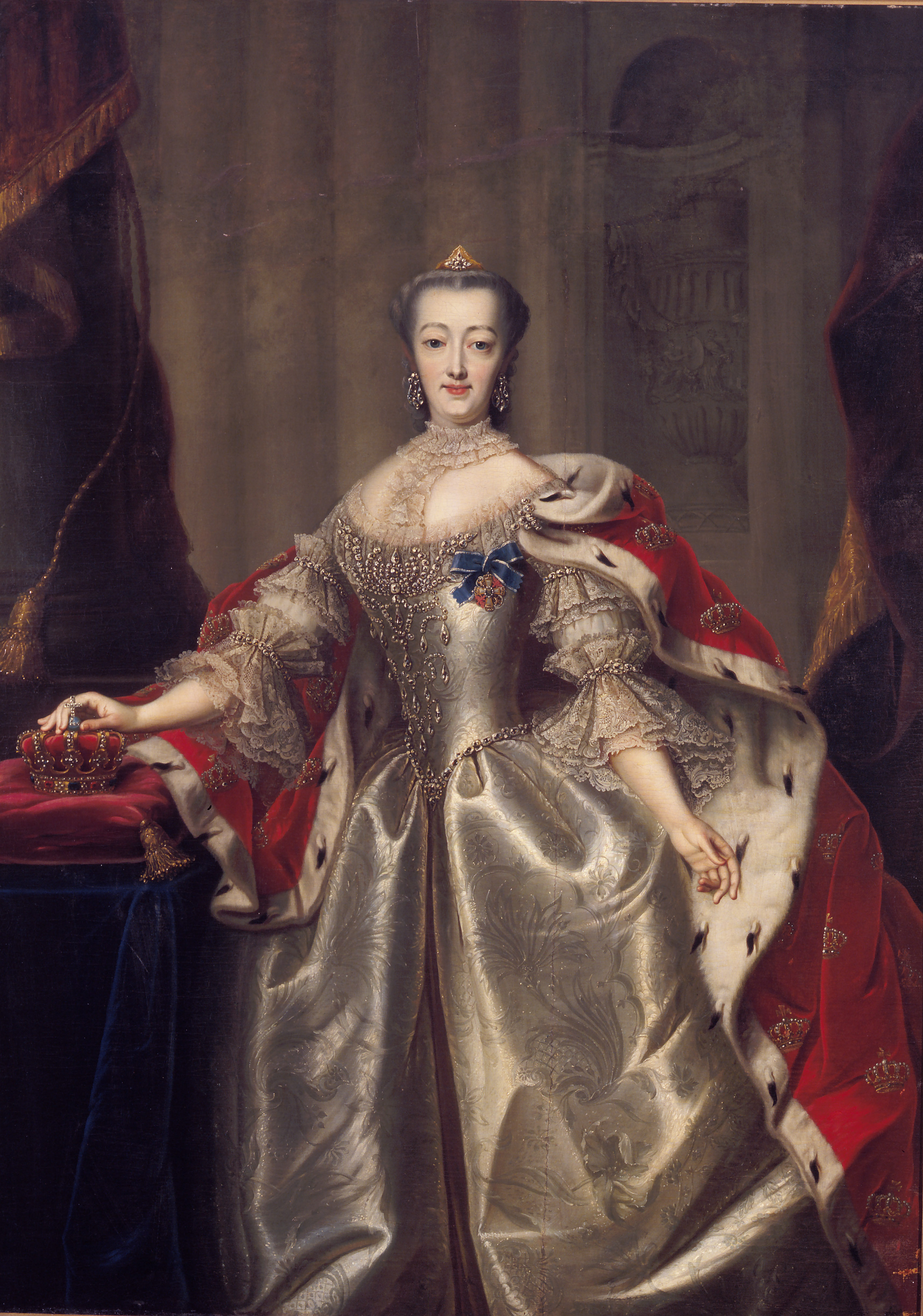
Sophie Magdalene von Brandenburg-Kulmbach, Königin von Dänemark

- 27. Mai: Sophie Magdalene von Brandenburg-Kulmbach, hohenzollernische Prinzessin und Königin von Dänemark (* 1700)
- 30. Mai: François Boucher, französischer Maler, Zeichner und Kupferstecher (* 1703)
- 23. Juni: Mark Akenside, englischer Arzt und Dichter (* 1721)

### Zweites Halbjahr
- 07. Juli: Johann August von Berger, deutscher Jurist (* 1702)
- 07. Juli: Suzuki Harunobu, japanischer Künstler (* um 1725)
- 08. Juli: Jean-Baptiste de Durfort, Marschall von Frankreich (* 1684)
- 20. Juli: Francis Cotes, englischer Maler (* 1725)
- 27. Juli: Robert Dinwiddie, britischer Kolonialbeamter (* 1692)
- 03. August: Guillaume-François Rouelle, französischer Chemiker (* 1703)
- 04. August: Johann Gottfried Gregorii alias Melissantes, deutscher Geograph und Universalgelehrter (* 1685)
- 07. August: Johann Caspar Richter, Kaufmann, Ratsherr und Ratsbaumeister in Leipzig (* 1708)
- 22. August: Johann Gottfried Lessing, deutscher lutherischer Theologe (* 1693)
- 22. August: Christian von Loß, deutscher Kabinettsminister (* 1697)
- 25. August: Thomas Chatterton, britischer Dichter (* 1752)
- 17. September: Johann Rudolph von Ahlefeldt, Herr der Güter Damp und Saxdorf (* 1712)
- 30. September: George Whitefield, englischer Prediger und Mitbegründer des Methodismus (* 1714)
- 10. Oktober: Hieronymus Annoni, Schweizer reformierter Theologe und Kirchenliederdichter (* 1697)
- 01. November: Gaspare Traversi, italienischer Maler (* 1722/23)
- 09. November: John Campbell, 4. Duke of Argyll, schottischer Adeliger, General und Politiker (* um 1693)
- 11. November: Tupaia, polynesischer Priester, Navigator und Übersetzer für James Cook (um 1724–25)
- 16. November: Johann Anwander, deutscher Rokokomaler und Freskant (* 1715)
- 23. November: Felix Adam Joseph von Fugger-Glött, Tiroler Domherr des Kölner Doms (* 1719)
- 23. November: Adam Rudolf Solger, deutscher evangelischer Geistlicher und Bibliothekar (* 1693)
- 24. November: George Grenville, britischer Politiker und Staatsmann (* 1712)
- 26. November: Gerlach Adolph von Münchhausen, Hannoverscher Staatsmann (* 1688)
- 01. Dezember: Gianbettino Cignaroli, italienischer Maler (* 1706)
- 05. Dezember: James Stirling, schottischer Mathematiker (* 1692)
- 09. Dezember: Gottlieb Muffat, österreichischer Organist und Komponist (* 1690)
- 12. Dezember: Johann Ludwig von Dorville, preußischer Justizminister (* 1714)
- 13. Dezember: Johann Bätz, deutsch-niederländischer Orgelbauer (* 1709)
- 22. Dezember: Johann Hinrich Armowitz, deutscher Metall- und Glockengießer

### Genaues Todesdatum unbekannt
- Francesco Barsanti, italienischer Komponist, Oboist und Flötist (* 1690)
- Johann Jacob Cramer, deutscher Flötist (* 1705)